# Ctenolimnophila (Campbellomyia) severa
Ctenolimnophila (Campbellomyia) severa is een tweevleugelige uit de familie steltmuggen (Limoniidae). De soort komt voor in het Neotropisch gebied.